# Pindus Mons
Pindus Mons és una muntanya del planeta Mart que s'hi troba a Tempe Terra. Té un diàmetre de 17 quilòmetres i una elevació de 1.140 metres. El nom es va aprovar el 1991.